# Dieter Keuten
Dieter Keuten, né le 25 mai 1988 à Diest, est un homme politique belge, membre du Vlaams Belang (VB).

## Biographie
Dieter Keuten nait le 25 mai 1988 à Diest.
Aux élections législatives fédérales de 2024, Dieter Keuten est élu à la Chambre des Représentants.